# Alethea Arnaquq-Baril
Alethea Arnaquq-Baril (Iqaluit, 9 de mayo de 1978) es una cineasta canadiense de etnia inuk, conocida por su trabajo sobre la vida y cultura inuit. Es la propietaria de Unikkaat Studios, una compañía de producción cinematográfica en Iqaluit que produce películas en idioma inuktitut. Ha sido galardonada con la Cruz de Servicio Meritorio (MSC) en el año 2017 en reconocimiento a su trabajo como activista y cineasta. Actualmente trabaja a medio tiempo en el Colectivo Qanak, un proyecto social que apoya las iniciativas de empoderamiento inuit.

## Primeros años
Alethea Arnaquq-Baril nació y creció en Iqaluit, Nunavut, Canadá. Su madre es una profesora inuk con una maestría en educación y su padre era un locutor de radio en la Canadian Broadcasting Corporation (CBC).